# Åse Lund Jensen
Åse Lund Jensen, geborene Lund, (* 25. Dezember 1920 in Langå Sogn; † 29. März 1977 in der Gemeinde Søllerød) war eine dänische Designerin. Sie prägte die textile Handwerkskunst im 20. Jahrhundert. Ihr Schaffen konzentrierte sich dabei auf das Stricken. Die Grundlage ihrer Designs waren nordische Stricktraditionen, welche sie modern interpretierte. Insbesondere das sogenannte Færøstrik, also die Stricktradition der Färöer, inspirierte sie mit seiner Vielfarbigkeit und den verwendeten Techniken. Folglich waren viele ihrer Designs mehrfarbig. Sie entwickelte in der Folge das mehrfarbige Stricken in der Jacquard-Technik entscheidend weiter.

## Leben
Åse Lund Jensen wuchs in Viborg mit einem jüngeren Bruder auf, Keld Sørensen. Ihre Eltern waren die Fabrikantin Augusta Johanne Andresen Jepsen Lund (1890–1960) und der Autohändler Lund Sørensen (etwa 1892–1953). Nachdem sie 1940 ihr Abitur an der Viborg Katedralskole erlangt hatte, ging sie nach Kopenhagen. Dort absolvierte sie bis 1942 eine Lehre im Kaufhaus Illum im Bereich Haute Couture. Einige Jahre später studierte sie an der Dänischen Kunstgewerbeschule, die sie im Jahr 1950 als Werbedesignerin abschloss und den Ingenieur Palle Jensen (1917–1988) heiratet. Ihr Mann hatte eine Stelle bei der Grønlands Tekniske Organisation angenommen, sodass das Ehepaar nach Åses Abschluss an der Kunstgewerbeschule 1950 nach Grönland zog. Hier kam 1951 der gemeinsame Sohn Niels zur Welt.
Die klassischen Perlen- und Ledermuster der Region weckten ihr Interesse. Bei Islandreisen wurde ihre Faszination für die dortigen traditionellen Strickschals geweckt, die sie vermaß und zu rekonstruieren begann. Im Jahr 1959 gab sie  zusammen mit Karen Lind Peters ihr erstes Buch über das Stricken heraus, Moderne strik efter danske almuemønstre (Modernes Stricken nach dänischen Volksmustern). Ein eigenes Atelier gründete sie 1960 und 1968 nahm sie Unterricht an der Kopenhagener Schneiderakademie, was zu einer Stelle als Designerin in der Wollabteilung von Illum in den Jahren 1968 bis 1970 führte. Daneben entwarf sie Mustervorlagen für Institutionen und Firmen, um das Nachstricken ihrer Entwürfe zu ermöglichen. Dazu gehörten die Isländische Handarbeitsgilde (Heimilisiðnaðarfélag Islands) und die Højskolernes Håndarbejde in Kerteminde, für die sie auch als Dozentin tätig war.
Sie bewarb sich im Jahr 1970 um eine Mitgliedschaft bei Den Permanente Udstilling for Dansk Kunsthåndværk og Kunstindustri, einer Kooperative zur Vermarktung und zum Verkauf von hochwertigem dänischem Kunsthandwerk, wurde jedoch zunächst abgelehnt, weil die Farbigkeit ihrer Designs bemängelt wurde. Die Ablehnung veranlasste sie zu einer Zusammenarbeit mit Henrichsens Uldspinderi in Skive, wo die von ihr entwickelte Farbpalette auf Basis pflanzengefärbter Garne noch heute produziert wird. 1972 gelang ihr schließlich die Aufnahme in Den Permanente.
Gemeinsam mit den Weberinnen Lisbeth Have (1930–1997) und Annette Juel (geboren 1934) sowie den Textildruckerinnen Susan Holm (geboren 1937) und Tusta Wefring (1925–2014), richtete sie 1976 für den Verkauf ihrer Mode das Geschäft Opus in der Store Kongensgade im Zentrum von Kopenhagen ein.
Åse Lund Jensen erkrankte im gleichen Jahr an Krebs. Vor ihrem Tod im Jahr 1977 übergab sie ihr Geschäft sowie alle Rechte an ihren Entwürfen und Garnen an Marianne Isager, die 1973 an der Skals Håndarbejdsskole ihre Studentin gewesen war.

## Werk
Eine wichtige Inspirationsquelle für Åse Lund Jensen war die so genannte Færøstrik, eine Stricktradition der Färöer, eine technisch anspruchsvolle vielfarbige Stricktechnik, die sie weiterentwickelte. Sie wird auch als Jacquard-Stricken bezeichnet. In der Folge entwickelte sie daraus ihren eigenen Stil.
Während Lund Jensen sich zu Beginn ihrer Karriere hauptsächlich auf die Entwicklung und Produktion ihrer Designs konzentrierte, begann sie später auch zu unterrichten. Von 1971 bis 1973 lehrte sie an der Husflidshøjskolen in Kerteminde, 1973 an der Skals Håndarbejdsskole und von 1975 bis 76 an der Danmarks Lærerhøjskole. Schließlich veröffentlichte sie auch zahlreiche Strickbücher, um ihr Wissen um Stricktechniken und -designs noch weiter zu verbreiten. Viele dieser Bücher zählen heute zu den Klassikern im Bereich des Strickens, was insbesondere auf einen neuen pädagogischen Ansatz zurückzuführen ist. Neben der Designarbeit entwickelte sie auch neue Wollarten und legte damit den Grundstein für das Unternehmen, das heute unter dem Namen Isager bekannt ist. Die Firma ist heute auf einem kleinen Bauernhof in Tversted, Jütland beheimatet.
Åse Lund Jensen hatte unter anderem Ausstellungen im Nordens Hus in Reykjavik (1971), Den Permanente (1972), Herning Museum und Kunstindustrimuseet (1974). Die letzte Einzelausstellung zu Lebzeiten fand 1977 in der Bibliothek von Ordrup statt. 1981 zeigte das Dänische Kunsthandwerksmuseum eine Sammlung von Schals unter dem Titel Sjaler af Åse Lund Jensen.
1975 wurde sie mit dem Dansk Kunsthåndværks Årspris ausgezeichnet, dem Dänischen Kunsthandwerkspreis.

## Publikationen (Auswahl)
- 38 håndarbejder = Arnanut agssagssugagssat. Høst & Søn, Kopenhagen 1958.
- mit Karen Lind Petersen: Moderne strik efter danske almuemønstre. Høst & Søn, 1959.
- Strikning: strikketeknikk og modelberegning. Borgen, Kopenhagen 1974, ISBN 87-418-1841-5.
- Strik noget andet.  Borgen, Kopenhagen 1976, ISBN 87-418-6511-1.
- Sjaler af Åse Lund Jensen. Ausstellungskatalog des Danske Kunstindustrimuseum, Kopenhagen 1981.